# Mislinja
Mislinja là một khu tự quản (tiếng Slovenia: občine, số ít – občina) trong vùng Koroška của Slovenia. Mislinja có diện tích 112.2 km2, dân số là theo điều tra ngày 31 tháng 3 năm 2002 là 4666 người. Thủ phủ khu tự quản Mislinja đóng tại Mislinja.